# دنیل مندلسون
دنیل مندلسون (انگلیسی: Daniel Mendelsohn؛ زادهٔ ۱۹۶۰) روزنامه‌نگار، مترجم، منتقد ادبی، و نویسنده اهل ایالات متحده آمریکا است.
وی همچنین برندهٔ جوایزی همچون کمک‌هزینه گوگنهایم و جایزه ملی حلقه منتقدان کتاب شده‌است.